# Thomas Frey (Skirennläufer)
Thomas Frey (* 16. November 1984 in Colmar) ist ein ehemaliger französischer Skirennläufer. Seine stärksten Disziplinen waren der Riesenslalom und der Super-G.

## Biografie
Frey bestritt seine ersten FIS-Rennen im Dezember 1999, im Europacup ging er erstmals im Dezember 2002 an den Start. Erste internationale Erfolge hatte er bei den Juniorenweltmeisterschaften 2003 und 2004, wo er jeweils als bester Franzose den neunten bzw. achten Platz im Riesenslalom belegte. 2004 wurde er Französischer Juniorenmeister im Riesenslalom.
Sein Debüt im Weltcup gab Frey am 7. Februar 2004 im Riesenslalom von Adelboden. In seinen ersten Rennen erreichte er jedoch nie das Ziel und es dauerte bis zum 2. Dezember 2006, bis er im Riesenslalom von Beaver Creek als 30. seine ersten Weltcuppunkte holte. Die folgenden Rennen blieben wieder ergebnislos, bis er am 5. Januar 2008 in Adelboden überraschend auf Platz 15 fuhr. Weiterhin konnte er sich aber nur selten für den zweiten Durchgang qualifizieren. Die Saison 2009/2010 musste er Ende Dezember verletzungsbedingt beenden. In der Saison 2010/11 konnte Frey erstmals in mehreren Weltcuprennen punkten. Neben zwei zwölften Plätzen in den Riesenslaloms von Alta Badia und Hinterstoder erreichte er am 5. Februar 2011 mit Platz zehn im Super-G von Hinterstoder sein bisher bestes Weltcupresultat. Auch im Europacup war die Saison 2010/11 mit dem sechsten Platz in der Riesenslalomwertung und Rang elf im Gesamtklassement seine bislang erfolgreichste. Bei den Weltmeisterschaften 2011 in Garmisch-Partenkirchen wurde er 25. im Super-G und 33. im Riesenslalom.
In der Saison 2011/12 gewann Frey nur einmal als 20. des Riesenslaloms von Alta Badia Weltcuppunkte. Im Europacup feierte er zu Beginn der Saison 2012/13 im Riesenslalom von Levi seinen ersten Sieg. Nach der Saison 2015/16 beendete Frey seine Karriere.

## Erfolge

### Weltmeisterschaften
- Garmisch-Partenkirchen 2011: 25. Super-G, 33. Riesenslalom

### Juniorenweltmeisterschaften
- Briançonnais 2003: 9. Riesenslalom, 60. Super-G
- Maribor 2004: 8. Riesenslalom, 27. Slalom, 50. Super-G

### Weltcup
- 1 Platzierung unter den besten zehn

### Weltcupwertungen
| Saison  | Gesamt | Gesamt | Super-G | Super-G | Riesenslalom | Riesenslalom |
| Saison  | Platz  | Punkte | Platz   | Punkte  | Platz        | Punkte       |
| ------- | ------ | ------ | ------- | ------- | ------------ | ------------ |
| 2006/07 | 150.   | 1      | -       | -       | 48.          | 1            |
| 2007/08 | 125.   | 16     | -       | -       | 46.          | 16           |
| 2008/09 | 137.   | 8      | -       | -       | 46.          | 8            |
| 2010/11 | 83.    | 70     | 36.     | 26      | 31.          | 44           |
| 2011/12 | 120.   | 11     | -       | -       | 42.          | 11           |

### Europacup
- Saison 2010/11: 6. Riesenslalomwertung
- Saison 2012/13: 3. Riesenslalomwertung, 8. Gesamtwertung
- 9 Platzierungen unter den besten fünf, davon 2 Siege:

| Datum             | Ort  | Land     | Disziplin    |
| ----------------- | ---- | -------- | ------------ |
| 21. November 2012 | Levi | Finnland | Riesenslalom |
| 19. Dezember 2012 | Zuoz | Schweiz  | Riesenslalom |

### Weitere Erfolge
- Französischer Juniorenmeister im Riesenslalom 2004
- 1 Podestplatz im Nor-Am Cup
- 14 Siege in FIS-Riesenslaloms